# Cacaulândia
Cacaulândia är en kommun i Brasilien.   Den ligger i delstaten Rondônia, i den centrala delen av landet, 1 800 km väster om huvudstaden Brasília. Antalet invånare är 5 727.
Omgivningarna runt Cacaulândia är huvudsakligen savann. Runt Cacaulândia är det mycket glesbefolkat, med 2 invånare per kvadratkilometer.